# Józef Borsza Drzewiecki
Józef Borsza Drzewiecki herbu Nałęcz – szambelan Stanisława Augusta Poniatowskiego w 1775 roku, pisarz sądów konfederacji generalnej w 1773 roku, komornik ziemski poznański w 1769 roku, konsyliarz województwa gnieźnieńskiego w konfederacji targowickiej w 1792 roku.
Jako poseł z województwa wołyńskiego na sejm konwokacyjny 7 maja 1764 roku podpisał manifest, uznający odbywający się w obecności wojsk rosyjskich sejm za nielegalny.
W 1774 otrzymał z dóbr pojezuickich Gowarzewo i Synowice. 
W 1791 roku został kawalerem Orderu Świętego Stanisława.